# Andini
Andini es una tribu de insectos hemípteros del suborden Archaeorrhyncha. 

## Géneros
Tiene los siguientes géneros.
- Andes - Parandes[1]